# Соколово (област Габрово)
Вижте пояснителната страница за други значения на Соколово.
Соколово е село в Северна България. То се намира в община Дряново, област Габрово.

## Население
Преброяване на населението през 2011 г.
Численост и дял на етническите групи според преброяването на населението през 2011 г.:
|                     | Численост | Дял (в %) |
| Общо                | 39        | 100,00    |
| Българи             | 34        | 87,17     |
| Турци               | 5         | 12,82     |
| Цигани              | 0         | 0,00      |
| Други               | 0         | 0,00      |
| Не се самоопределят | 0         | 0,00      |
| Неотговорили        | 0         | 0,00      |